# جولیو سیلوا
 جولیو سیلوا (انگلیسی: Júlio Silva؛ زاده ۱ ژوئیهٔ ۱۹۷۹) یک تنیس‌باز اهل برزیل است. 